# Куарна-Сотто
Куарна-Сотто (італ. Quarna Sotto, п'єм. Quarnà 'd Sota) — муніципалітет в Італії, у регіоні П'ємонт,  провінція Вербано-Кузіо-Оссола.
Куарна-Сотто розташована на відстані близько 560 км на північний захід від Рима, 105 км на північний схід від Турина, 16 км на південний захід від Вербанії.
Населення — 399 осіб (2014).
Щорічний фестиваль відбувається 6 грудня. Покровитель — святий Миколай.

## Демографія
Населення за роками:

Станом на 1 січня 2023 року в муніципалітеті офіційно проживало 15 іноземців з 7 країн, серед них 12 громадян країн Євросоюзу та 2 громадяни України.

## Сусідні муніципалітети
- Ноніо
- Оменья
- Куарна-Сопра
- Вальстрона
- Варалло